# クロタチカマス
クロタチカマス （黒太刀魳、黒太刀梭子魚、黒太刀梭魚、黒太刀魣、学名: Gempylus serpens）は、クロタチカマス科クロタチカマス属の魚類。クロタチカマス属は単型。世界中の熱帯および亜熱帯海域に分布する。大西洋とインド太平洋では椎骨数と背鰭棘数に違いがある。和名の「黒太刀」は、体色が黒っぽく、タチウオ（太刀魚）に似ていることに由来する。

## 形態
体は細長く、側扁する。頭部は長く尖り、口は大きく下顎が突き出ている。顎には鋭い歯がある。上顎の前部の歯は鋭く、牙になっている。胸鰭は12 - 15条から成る。腹鰭は小さく、胸鰭の下にあり、1 棘3 - 4軟条から成る。背鰭は二基あり、第一背鰭は非常に長く棘条から成り、すぐ後ろの第二背鰭は 1棘11 - 14軟条から成る。臀鰭は第二背鰭の反対側にあり、2遊離棘とそれに続く1棘10 - 12軟条から成る。背鰭と臀鰭の後には6 -7基の小離鰭がある。側線は2本あり、上側の側線は第一背鰭後方まで、下側は尾柄まで伸びる。鱗はほとんど無い。体色は光沢のある茶色で、鰭は色が暗い。体長1 mまで成長する。

## 生態

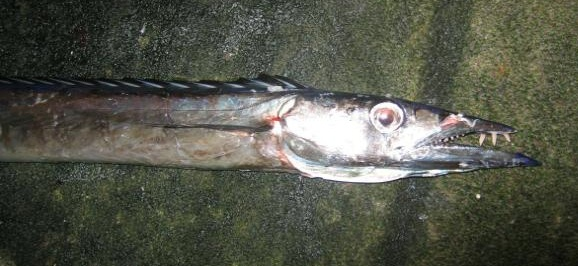
上顎には鋭い牙がある。

大陸斜面の中層に生息している。成魚は垂直移動を行い、日中は深海で過ごし、夜になると餌を求めて浅場に移動する。幼魚は日中表層で過ごし、夜深海に移動する。イカ、甲殻類、ハダカイワシ、トビウオ、サンマ、サバなどの硬骨魚を捕食する。マグロやカジキによって捕食される。全長25センチメートルのオニボウズギスに全長80センチメートルの本種が捕食された記録がある。卵生で、雌は300,000 - 1,000,000個の卵を産む。産卵は一年中行われる。雄は体長43センチメートル、雌は体長50センチメートルで性成熟する。成熟し深海に移動すると、目の錐体細胞が失われ、桿体細胞が優先される。

## 食材・調理法
マグロを対象とした延縄漁業で混獲されており、商業的にはあまり重要ではない。冷凍またはすり身に加工されて販売される。日本では、ほとんど食べられていないが、神奈川県小田原市では、ナガスミヤキとか、ナガッポ、ナガズミと呼ばれ、珍重され食用とされている。中秋から初冬にかけては、このクロタチカマス等を狙った専門の夜釣り、スミヤキ漁が行われている。塩焼きの他、なめろうなどで食される。皮と身の間や一部身の中に骨があるため食べにくいが、背側から身を開き、身から皮に向って身をほぐして食べると比較的食べやすくなる。この食文化は、一説には、相模国早川荘を所有した小早川遠平が食して、奨励したのが始まりとされる。
近年、焼いたクロタチカマスに小田原市産のレモンを絞って食する「片浦食い」が広がっている。